# Selva Marine
La Selva Marine è un'azienda italiana che produce motori marini e piccole imbarcazioni, con Direzione e stabilimento principale a Tirano, provincia di Sondrio.

## Storia
L'azienda lombarda è attiva nel settore della motoristica sin dal 1945, quando produceva componenti per la Lambretta Innocenti nello stabilimento di Sesto San Giovanni.
Nel 1959 il fondatore, Lorenzo Selva Sr, trasferì la nascente produzione di motori fuoribordo dalla sede originaria al nuovo stabilimento di Tirano.
Nel 2012 Lorenzo Selva Jr, imprenditore della nautica, è morto dopo una lunga malattia. Aveva 52 anni. Lascia la moglie e cinque figli. In azienda rimane il fratello Maurizio.

## Produzione
L'attività della Selva è concentrata su motori fuoribordo, piccole imbarcazioni in vetroresina. Le vendite maggiori del gruppo si registrano tra i motori fuoribordo.
Offre una gamma completa di motori fuoribordo quattro tempi che va dai 2,5 ai 300 cavalli. A partire dai bicilindrici a salire i motori vengono interamente prodotti in Giappone.
La gamma XSR offre curve di potenza migliorante, facendo risultare i motori più perforanti, con consumi più bassi ai medi regimi e maggior coppia.
Il motore più venduto è il Murena 40 XSR BEST, vengono commercializzati anche i motori elettrici “ePropulsion”.